# Diego de Leiva

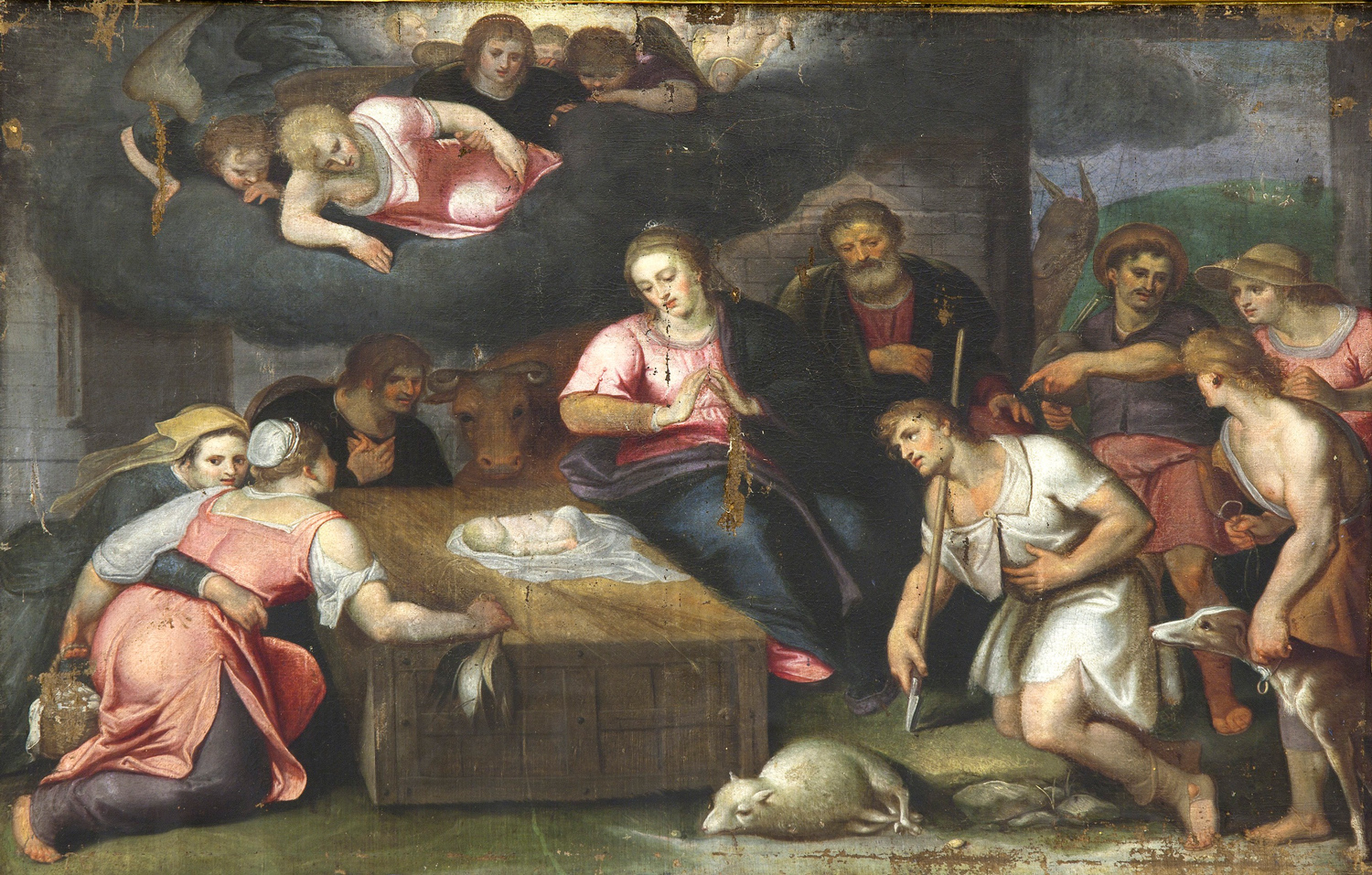
Adoración de los pastores, óleo sobre lienzo, Burgos, Cartuja de Miraflores.

Diego de Leiva, o Leyva (Haro, c. 1580-Cartuja de Miraflores, 24 de noviembre de 1637) fue un pintor y lego cartujo, activo en Burgos en el primer tercio del siglo XVII.

## Biografía
Originario de Haro, según indicaba en su testamento, no se ha localizado la partida de bautismo y se ignora todo lo relativo a sus años de formación. Antonio Ponz hablaba de un viaje a Roma que no se ha confirmado documentalmente. Establecido en Burgos en fecha indeterminada, casó con Luisa Gabeo, hija de Luis Gabeo, entallador y arquitecto. A los ocho años y con dos hijos enviudó. En 1628 casó a su hija Ana Jerónima con Pedro Ruiz de Salazar, pintor de Santo Domingo de la Calzada. Había tenido además un hijo, Ramón José, al que había orientado hacia las letras, poniéndole maestro en casa, pero el muchacho optó por la milicia y en 1634, antes de cumplir los veinticinco años, había muerto posiblemente al poco de llegar a La Habana, aunque al padre no le había llegado confirmación. Viudo y sin otros compromisos familiares, el 25 de junio de 1634 hizo testamento a fin de profesar en la Cartuja de Miraflores, tras casi un año de noviciado.
El testamento le muestra como un hombre trabajador y ahorrador, con medios económicos suficientes pero sin lujos en la casa, donde lo que más abundan son sus propios cuadros y las herramientas de trabajo que conservará con él para utilizarlas en su nueva vida. Al mismo tiempo, son muchos los que tienen deudas con él, entre los que figura el arzobispo Fernando de Acevedo con una cantidad importante. No hay más libros que los de estampas, de las que también tiene alguna suelta; conservaba además 38 dibujos grandes de academia y 25 pequeños y dos "notomías", una pequeña. Dejaba numerosos cuadros, algunos bosquejados y mencionaba otros que se le debían. En su mayoría son pinturas de asunto religioso, pero también se citan dos países y algún retrato, entre los que cabria llamar la atención hacia algunos retratos femeninos, como el de Antonia Jacinta de Navarra y de la Cueva, del que con el lienzo acabado se mencionaba el boceto en pequeño, «que se fue a hacer a las Huelgas», y especialmente, entre otros retratos de monjas célebres, tres de la madre Juana Rodríguez o sor Juana de Jesús María, de diferentes tamaños y uno solo bosquejado, retratos de los que los biógrafos de la venerable madre refieren sucesos milagrosos. Según fray Francisco de Ameyugo, que en 1676 publicó en Barcelona Nueva maravilla de la gracia, descubierta en la vida de la venerable madre sor Juana de Jesús María, monja del gravíssimo convento de Santa Clara de Burgos, con la primera noticia impresa de Diego de Leyva, «pintor primorosísimo», el capitán Juan de Amezqueta, muy devoto de la monja, quería tener un retrato suyo y como ella de ningún modo consentía, se concertó con el pintor que comenzó a acecharla, y en cuanto la sorprendía arrobada la dibujaba, de lo que ella 

«se quejaba amargamente, diciendo con muchas sal, y donaire: Rara cosa es esta: Que del demonio me libre Dios, y que deste Leyva no me quiera librar».

 El retrato finalmente se hizo y resultó milagroso pues en poco tiempo sanó a la esposa de Amezqueta. Pero además, según Ameyugo, la propia monja habría sido cliente del pintor, a quien encargó un retrato de Cristo en lámina pequeña, conforme se le aparecía en sus visiones, pagado con los tres reales de a ocho que milagrosamente le proporcionó una talla del Niño Jesús.
Murió el 24 de noviembre de 1637 dejando un importante número de pinturas en la cartuja en la que había profesado solo tres años antes.

## Obra
Pintor de producción abundante, su especialidad fueron, según Ceán Bermúdez, los martirios de santos y citaba los conservados en Burgos en la sacristía de los dominicos de San Pablo, en el convento de la Merced y en el de San Francisco, donde la serie estaba formaba por veinticinco lienzos. Además, en la Cartuja de Miraflores, con los quince óleos de tamaño natural del capítulo, con escenas de la vida de san Bruno, en el claustrillo se encontraban once mártires de la orden y diez retratos de sus generales, el retablo de santa Catalina y otras obras que no concretaba repartidas por el monasterio. Muchos de ellos habían sido citados anteriormente por Antonio Ponz, quien se había detenido a elogiar particularmente la serie de la vida de san Bruno de la sala capitular, admirado además por el poco tiempo en que habían sido pintados pues, decía, no son cuadros de los que se pueden pintar de memoria, sino «muy acabados, bravamente compuestos, de hermoso colorido, ricos de invención».
Ninguno de estos cuadros se conoce, aunque tras las desamortizaciones que acabaron con los conventos que los conservaban pudiera haber pasado alguno al museo de Burgos. A su paso por la ciudad en 1840, Teophile Gautier, romántico y aficionado a los temas macabros, quedó fascinado con la historia del monje cartujo pintor de martirios y, aunque no es fácil saber si llegó a ver alguno de sus cuadros, en la catedral creyó encontrarse ante ellos:

«Hay también en la catedral de Burgos una Sagrada Familia, anónima, que a mí me pareció posiblemente obra de Andrea del Sarto y unas tablas góticas de Cornelio Van Eyck, parecidas a las que existen en la galería de Dresde. Citemos también algunas pinturas de Fray Diego de Leyva, que se metió fraile en La Cartuja de Miraflores a los cincuenta y tres años. Sus cuadros tienen por asunto martirios, como muchísimos en España, donde el sentido realista de la verdad en arte llega a su grado máximo».

Sin embargo, las pinturas a las que así se refería eran muy probablemente los seis cuadros del trascoro, pintados por Juan Ricci. En efecto, dos años después, en la «Revue de Paris», publicó un soneto dedicado a uno de esos cuadros que «me surprit par son effet puissant» (me sorprendió por su pujante efecto), pero lo que él creía un martirio de santa Casilda pintado por Leiva era, en realidad, el Martirio de las santas Céntola y Elena de Ricci, descrito por Gautier de memoria y con imprecisiones.

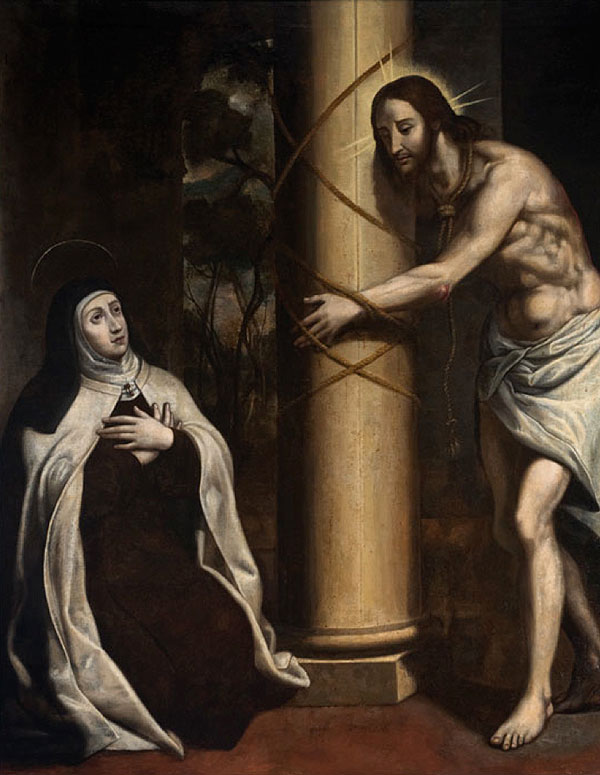
Santa Teresa ante Cristo a la columna, óleo sobre lienzo, Pamplona, convento de carmelitas descalzos de Santa Ana.

Las obras conocidas de Leiva, en su mayoría de asunto religioso pero no martirios, se mueven dentro de la tradición de la pintura contrarreformista. Carácter monumental muy próximo a lo escurialense tienen los lienzos de San Fabián y San Sebastián —fechado este en 1620— de la colegiata de Santa María del Campo, así como las pinturas de los altares colaterales de la iglesia de la Natividad de Villasandino, con San José y el Niño en uno de ellos, firmado «Diego de Leyua pint», y la muerte de san José de menor tamaño en el remate del mismo altar, y en el restante una Huida a Egipto, que recuerda otra obra semejante de Santiago Morán. La precisión volumétrica caracteriza también a la Santa Teresa ante Cristo a la columna del convento de carmelitas descalzos de Santa Ana de Pamplona, único resto de las pinturas de los retablos mayor y colaterales de las que se hizo cargo Leiva hacia 1627.
Cronológicamente más avanzados, el lienzo de la Institución de la Iglesia o Entrega de las llaves a san Pedro de la parroquial de Treviana en La Rioja y los del retablo mayor de la parroquial de Lodoso, de hacia 1631, con la Anunciación, la Adoración de los pastores, la Crucifixión y dos martirios, no se apartan de modelos bien definidos en el siglo anterior, aun advirtiéndose al mismo tiempo el conocimiento de las corrientes naturalistas.
De su dedicación al retrato queda en la Sala Capitular de Las Huelgas el de Antonia Jacinta Navarra y de la Cueva formando pareja con el de doña Ana de Austria, abadesa del monasterio y fallecida en 1629, como consta en la inscripción que lleva el cuadro, obras dignas dentro de los parámetros del retrato cortesano. En la capilla de Santa Catalina de la catedral de Burgos, con el episcopologio de Oca y Burgos, se le atribuyen los retratos de Cristóbal Vela, Antonio Zapata, Alonso Manrique, Fernando de Acevedo y fray José González, que Ceán dice no se colocaron en su lugar y se han dado por perdidos.